# Арсенал (жіночий футбольний клуб, Харків)
«Арсенал»  — колишній український жіночий футбольний клуб з Харкова

## Колишні назви

Емблема команди в «золотому» чемпіонаті 2004 року

- 2000—2002: ЖФК «Харків'янка»
- 2002—2003: «Харків-Кондиціонер»
- 2004: «Металіст» (Харків)
- 2004—2005: «Арсенал» (Харків)

## Історія
Перша жіноча футбольна команда з Харкова в українських змаганнях після розпаду Радянського Союзу. Клуб прийняли до жіночого чемпіонату України 2000 року під назвою «Харків'янка» (Харків).
Перші декілька сезонів команда перебувала в нижній частині турнірної таблиці чемпіонату. У 2002 році «Харків'янка» посіла друге місце в чемпіонаті України, поступившись лише чернігівській «Легенді». Того ж сезону харківська команда програла у фіналі національного кубку вище вказаній команді. Наступного сезону, вже під назвою «Харків-Кондиціонер», клуб виграв чемпіонат, випередивши «Легенду», а також переміг чернігівську команду в фіналі кубку України.
У 2004 році жіноча команда увійшла до структури харківського «Металіста» й почала виступати під вищевказаною назвою. Як і попереднього року, «Металіст» виграв чемпіонат України, випередивши                «Легенду», а також обіграв у фіналі національного кубку вищевказану команду. 
Наприкінці 2004 року віце-президент «Металіста» Віталій Данілов після конфлікту з президентом залишив «Металіст», після чого на базі чоловічої команди «Арсенал», що виступала в Першій лізі, було створено футбольний клуб «Харків». Жіноча команда хоч і теж входила в цю структуру, проте залишила назву «Арсенал». 
«Арсенал» здобув срібні медалі вищої ліги, але на наступний сезон не заявився через відсутність фінансування. У 2006 році колишні гравчині «Арсеналу» майже всім складом приєдналися до новоствореного клубу «Житлобуд-1».

## Виступи в Кубку УЄФА
| Сезон   | Турнір     | Раунд                 | Дата       | Клуб            | Рахунок |
| ------- | ---------- | --------------------- | ---------- | --------------- | ------- |
| 2004–05 | Кубок УЄФА | Кваліфікаційний раунд | 20.07.2004 | «Клаксвік»      | 2–1     |
| 2004–05 | Кубок УЄФА | Кваліфікаційний раунд | 22.07.2004 | «Кардіфф»       | 8–1     |
| 2004–05 | Кубок УЄФА | Кваліфікаційний раунд | 24.07.2004 | «АЗС Вроцлав»   | 0–2     |
| 2005–06 | Кубок УЄФА | Кваліфікаційний раунд | 09.08.2005 | «АЗС Вроцлав»   | 0–5     |
| 2005–06 | Кубок УЄФА | Кваліфікаційний раунд | 11.08.2005 | «Маккабі» Холон | 8–1     |
| 2005–06 | Кубок УЄФА | Кваліфікаційний раунд | 13.08.2005 | «АЄК»           | 20–0    |

## Досягнення
Чемпіонат України:
 Чемпіон (2): 2003, 2004
 Віце-чемпіон: (2): 2002, 2005
Кубок України:
 Володар (2): 2003, 2004
 Фіналіст: (2): 2002, 2005